# Fauvette
Fauvette è un film muto del 1918 diretto da Gérard Bourgeois.